# نبرد هکسهام
نبرد هکسهام (انگلیسی: Battle of Hexham) در تاریخ ۱۵ می ۱۴۶۴ به وقوع پیوست و به عنوان پایان مقاومت لنکسترها در شمال انگلستان در روزهای آغازین سلطنت ادوارد قلمداد می‌شود، نبرد در نزدیکی شهر هکسهام و در نورث‌آمبرلند صورت گرفت، جان نویل، که بعدها به عنوان نخستین مارکی مونتگو شناخته شد، رهبری ارتشی بالغ بر ۳۰۰۰ تا ۴۰۰۰ سرباز را بر عهده داشت، اغلب سردسته شورشیان از جمله اسیر و گردن زده شدند که از میان آنها می‌توان به هنری بیفورت، دوک سامرست و لرد هانگرفورد، با این احوال هنری ششم از بیم اسارت مجدد در جایی امن دور نگه داشته شده بود چرا که تا قبل از این در ۳ نبرد پیشین اسیر شده بود و در حقیقت او به سمت شمال گریخته بود، همراه با رهبر از دست رفته، تنها چند قلعه در دست شورشیان باقی مانده بود هر چند در سال‌های بعد این قلعه‌ها سقوط کرده و تسخیر شدند، ادوارد به خوبی به چالش کشیده نشده بود تا زمانی که ارل واریک از وفاداری به یورک‌ها دست کشید و در سال ۱۴۶۹ به لنکسترها پیوست.